# Aki Kato
Aki Kato (* 1966 in Tokio) ist eine japanische Choreographin für klassisches Ballett.
Sie machte bereits mit vier Jahren erste Schritte bei klassischem Ballettunterricht in der Schule ihres Vaters in Tokio. Ab 1981 wurde die Künstlerin mehrfach ausgezeichnet und schaffte es in Japan bis hin zum Engagement beim renommierten Matsuyama-Ballett in Tokio. 1988 erhielt sie ein Engagement als Solotänzerin am Stadttheater Bern. 1990 wechselte sie ans Grand-Theater in Genf in der Schweiz. 1991 kam sie ans Nationaltheater Mannheim, wo sie bis Ende 2000 als Solotänzerin und Choreografin wirkte und große Erfolge feiern konnte. Aki Kato trainierte und choreographierte dort die Gruppe „The New Dance Compagnie“ (1. Tanz-Bundesliga) für die Teilnahme an den deutschen Meisterschaften. Während der letzten Jahre belegte diese Truppe beständig erste Plätze in der Liga und konnte wiederholt den Meistertitel erringen. Zuletzt konnte sie am 1. September 2001 mit dieser Gruppe den Sieg bei den internationalen German Open Championships erringen.
Seit 1. April 2001 die Eröffnung ihres Tanzforums in Mannheim stattfand, gibt sie hier nun mit großem Engagement 30 Jahre Erfahrung an ihre Schüler weiter.